# Vernageln
Als Vernageln bezeichnet man eine beim Hufbeschlag der Pferde vorkommende Verletzung. Man unterscheidet zwei Formen der Vernagelung: den unblutigen Nageldruck und den blutenden Nagelstich. In jedem Falle stellt das Vernageln eine Beeinträchtigung der Lederhaut durch einen Hufnagel dar, wodurch Lahmgehen, selbst starke Entzündung mit Eiterbildung herbeigeführt werden kann.

## Symptome
Da beim Nagelstich durch die Nagelspitze ein „lebendiger“ und schmerzempfindlicher Teil des Hufes verletzt wird, wird das Pferd zumeist eine unmittelbare Reaktion zeigen (Zucken, Fortreißen des Hufes). Beim unblutigen Nageldruck kommt der eingeschlagene Hufnagel der Lederhaut lediglich zu nahe, was eine Quetschung oder Druckgefühl auslöst; im Allgemeinen erfolgt die Schmerzreaktion erst verspätet. Bei jeder Vernagelung gilt: Wie bei allen durch Hufbeschlag erzeugten Verletzungen setzen die zu beobachtenden Symptome wie unklarer Gang („Ticken“), Lahmen an der betroffenen Gliedmaße usw. nach Eintritt der Verletzung schnell (binnen 48 Stunden) und relativ dramatisch ein. Ein „unklarer Gang“, der fünf Tage nach dem Beschlag zu beobachten ist, dürfte aller Wahrscheinlichkeit nach andere Ursachen haben.
Die Ursache des Vernagelns können sein:
- ungeeigneter Abstand der Nagellöcher vom Tragrand nach innen (Lochung des Hufeisens)
- schlechte, der anatomischen Form des Hufs nicht entsprechende Formgebung (Aufrichtung) desselben
- dünne und steile Hufwände
- falsche Applikation des Hufnagels, der eine asymmetrisch geformte Spitze (Zwicke) hat, damit er beim Nageln von der Lederhaut weg nach außen austritt und nicht „ins Leben“ geht

Es kommen in der Mehrzahl also Gründe für die Vernagelung in Betracht, die der Hufschmied zu vertreten hat.

## Behandlung
Bei Nageldruck genügt oft schon das Entfernen des „drückenden“ Nagels, um einen unmittelbaren Erfolg sehen zu können (Pferd geht wieder lahmfrei).
Beim einfachen Nagelstich, bei dem die Nagelspitze aus der Hornwand vorschriftsmäßig ausgetreten ist, aber ein Kapillargefäß in der Lederhaut verletzt hat (Blut an der Nagelspitze), sollte es genügen, den Nagel wieder zu entfernen und dessen Stichkanal mit einer Einweg-Spritze und einem geeigneten Desinfektionsmittel durchzuspülen (z. B. Jodoform-Äther, 10 %).
Wurde ein Hufnagel mit falsch angesetztem Zwickel (um 180° verdreht) voll eingeschlagen, so ist eine ernste Verletzung der Huflederhaut wahrscheinlich, die Verletzung des Hufbeinknochens nicht auszuschließen. In diesem Falle ist das Hufeisen vom verletzten Huf unverzüglich abzunehmen.
Ist es bereits zu einer eitrigen Entzündung gekommen, ist die beschädigte Partie des Hufs so weit zu beschneiden, dass der Eiter abfließen kann. In jedem Fall werden auch entzündungshemmende Umschläge angelegt, um ein Fortschreiten beziehungsweise Entstehen einer Entzündung zu verhindern.

## Nachbehandlung
Es ist dringend erforderlich, den betroffenen Huf des Pferdes in den nächsten drei Tagen weiter zu kontrollieren, ob sich eventuell eine Entzündung in der Hornkapsel bildet.

## Juristische Folgen
Der Hufschmied oder Hufpfleger ist dem Eigentümer des Pferdes gegenüber zum Ersatz des von ihm selbst angerichteten Schadens verpflichtet (Versicherung). Ihn trifft die Pflicht, diesen Schaden so gering wie möglich zu halten. Er muss daher bei einer Vernagelung dem Eigentümer des Pferdes oder der von ihm beauftragten Person unverzüglich eine Nachricht zukommen lassen, damit auch eine Nachbehandlung / Kontrolle organisiert werden kann. Dabei ist die An- oder Abwesenheit des Eigentümers/seines Beauftragten nicht von Belang. Jedes wissentliche Verschweigen wäre als ein Indiz für den Versuch einer arglistigen Täuschung im Sinne eines Betruges zu bewerten. Als fahrlässig und schmiedetechnischer Kunstfehler gilt wegen des Risikos der Vernagelung ferner, wenn der Hufschmied einen nicht durch die Hufwand nach außen ausgetretenen Nagel nicht sofort wieder entfernt, sondern in der Hufwand belässt.